# Edmund S. Glenn
Edmund S. Glenn (ur. 12 kwietnia 1915 w Łodzi, zm. 17 maja 1987 w Newark) – amerykański tłumacz, pochodzenia polskiego. Pracownik Departamentu Stanu Stanów Zjednoczonych, osobisty tłumacz prezydentów Stanów Zjednoczonych i sekretarzy stanu Stanów Zjednoczonych.

## Życiorys
W 1924 zamieszkał we Francji, gdzie ukończył Lycée de Nice, uzyskał licencjat na Uniwersytecie Aix-Marseille (1933), a tytuł magistra na Uniwersytecie Paryskim (1937). Kontynuował naukę na studiach podyplomowych na Uniwersytecie Michigan (1942–1943), Uniwersytecie Cornella (1945) oraz Uniwersytecie New Hampshire (1947). W latach 1936–1949 był korespondentem zagranicznym.
Od 1939 mieszkał w Nowym Jorku. W 1943 uzyskał obywatelstwo amerykańskie. Podczas II wojny światowej służył w armii polskiej i francuskiej, w ramach polskiej jednostki Sił Wolnej Francji Charles’a de Gaulle’a, a następnie w Armii Stanów Zjednoczonych (1943–1945), na froncie włoskim, a także w 3 Dywizji Pancernej na terenie Francji i Belgii, w stopniu starszego sierżanta, jako główny tłumacz zespołu wywiadu wojskowego Armii Stanów Zjednoczonych.
W latach 1945–1947 zajmował się pisarstwem. Następnie był pracownikiem Departamentu Stanu Stanów Zjednoczonych w latach 1947–1968. W tym czasie był osobistym tłumaczem-interpretatorem prezydentów Harry’ego Trumana (1947–1953), Dwighta Eisenhowera (1953–1961), Johna F. Kennedy’ego (1961–1963) i Lyndona B. Johnsona (1963–1968), a także sekretarzy stanu: Deana Achesona, Johna Fostera Dullesa, Christiana A. Hertera i Deana Ruska, którym towarzyszył w podróżach zagranicznych. Jako tłumacz specjalizował się w językach: francuskim, polskim i rosyjskim. W latach 1968–1978 wykładał komunikację międzykulturową na Uniwersytecie Delaware. Był także tłumaczem i publicystą magazynu „Armor” Armii Stanów Zjednoczonych, dla którego dokonywał tłumaczeń opisów zagranicznego uzbrojenia.

### Życie prywatne
Mąż Marjorie Glenn, ojciec Johna, Marka, Christine Glenn Cohen i Melinda Glenn Haley. Zmarł w wyniku ataku serca.
Został pochowany na cmentarzu Sheridan Municipal Cemetery w Sheridan.

## Publikacje
- Meaning and Behavior. Communication and Culture, „Journal of Communication”, 16 (1966).
- A Cognitive Interaction Model to Analyze Culture Conflict in International Relations, „The Journal of Conflict Resolution”, 14 (1), 1970, s. 35–48, ISSN 0022-0027
- Man and Mankind: Conflict and Communication between Cultures, „Language”, 60 (2), 1984, DOI: 10.2307/413687, JSTOR: 413687
- Semantic Difficulties in International Communication, „The Use and Misuse of Language” (Fawcett Publications, 1962).

## Odznaczenia
- Srebrna Gwiazda (1944) – za wybitne męstwo i nieustraszoność[5],
- Purpurowe Serce,
- Krzyż Wojenny[2].